# Diplodus holbrookii
Diplodus holbrookii és un peix teleosti de la família dels espàrids i de l'ordre dels perciformes.

## Morfologia
Pot arribar als 46 cm de llargària total.

## Distribució geogràfica
Es troba a les costes de l'Atlàntic occidental: des de la Badia de Chesapeake fins a Florida i el nord-est del Golf de Mèxic.